# پدرو پاراگس
پدرو پاراگس دیه گو مادرازو (۱۷ دسامبر ۱۸۸۳–۱۵ فوریه ۱۹۵۰) فوتبالیست اسپانیایی، مدیر فوتبال و در نهایت، پنجمین رئیس رئال مادرید از ژوئیه ۱۹۱۶ تا ۱۶ مه ۱۹۲۶ بود.
او در انجمن اسپورتیو آمیکاله و رئال مادرید بازی کرد و اولین فرانسوی نماینده لوس مرنگز شد. او همچنین در المپیک تابستانی ۱۹۲۴ تیم ملی اسپانیا را هدایت کرد.

## افتخارات

### بازیکن
رئال مادرید
- کوپا دل ری: ۱۹۰۵، ۱۹۰۶، ۱۹۰۷، ۱۹۰۸
- مرکز منطقه ای کامپئوناتو: ۱۹۰۲–۰۳، ۱۹۰۴–۰۵، ۱۹۰۵–۰۶، ۱۹۰۷–۰۸